# Fiat Grande Panda
Fiat Grande Panda — субкомпактний кросовер від італійського виробника Fiat, випущений у червні 2024 року. 
Він має ретро-футуристичний дизайн, сильно натхненний концептом Fiat City Car. 

## Опис

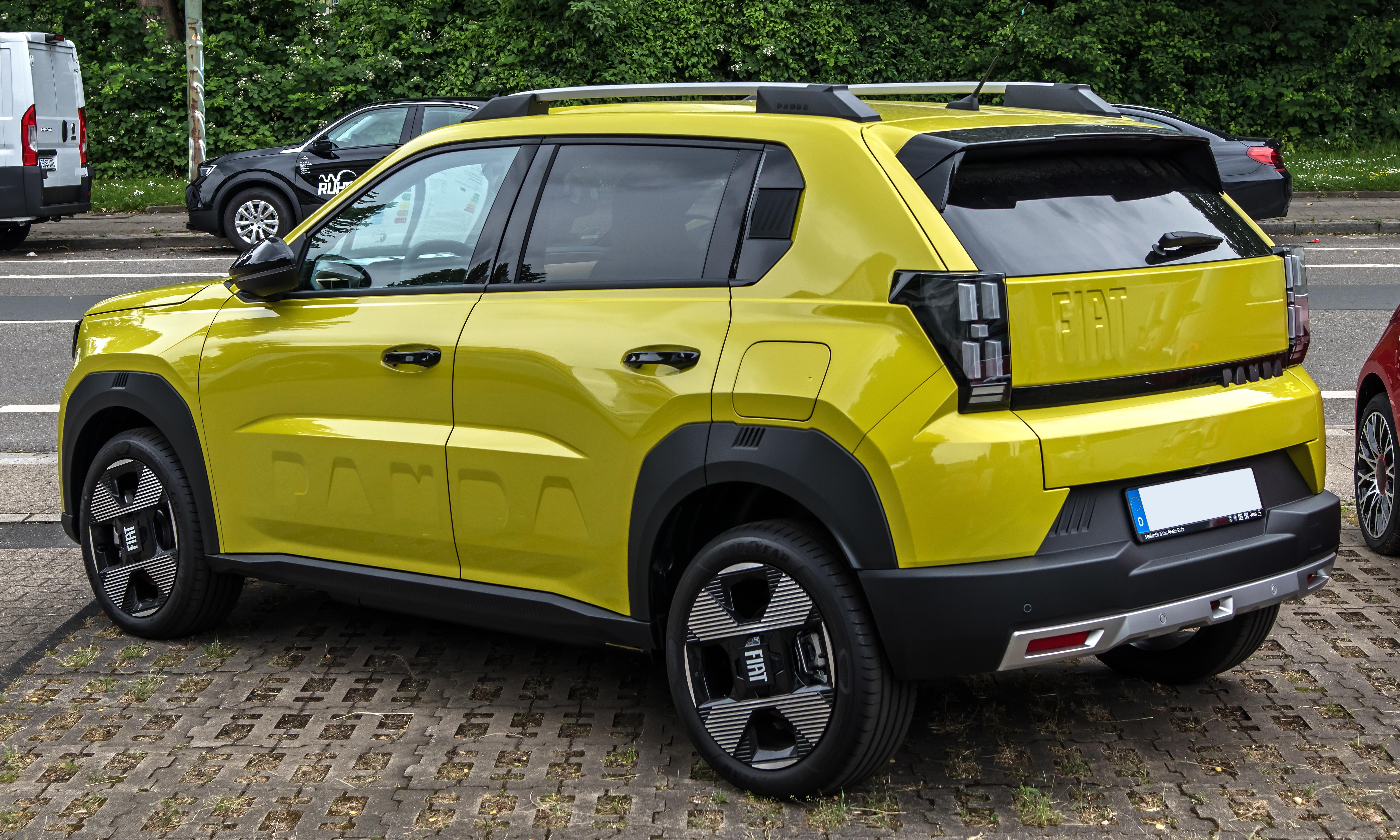
Fiat Grande Panda Electric

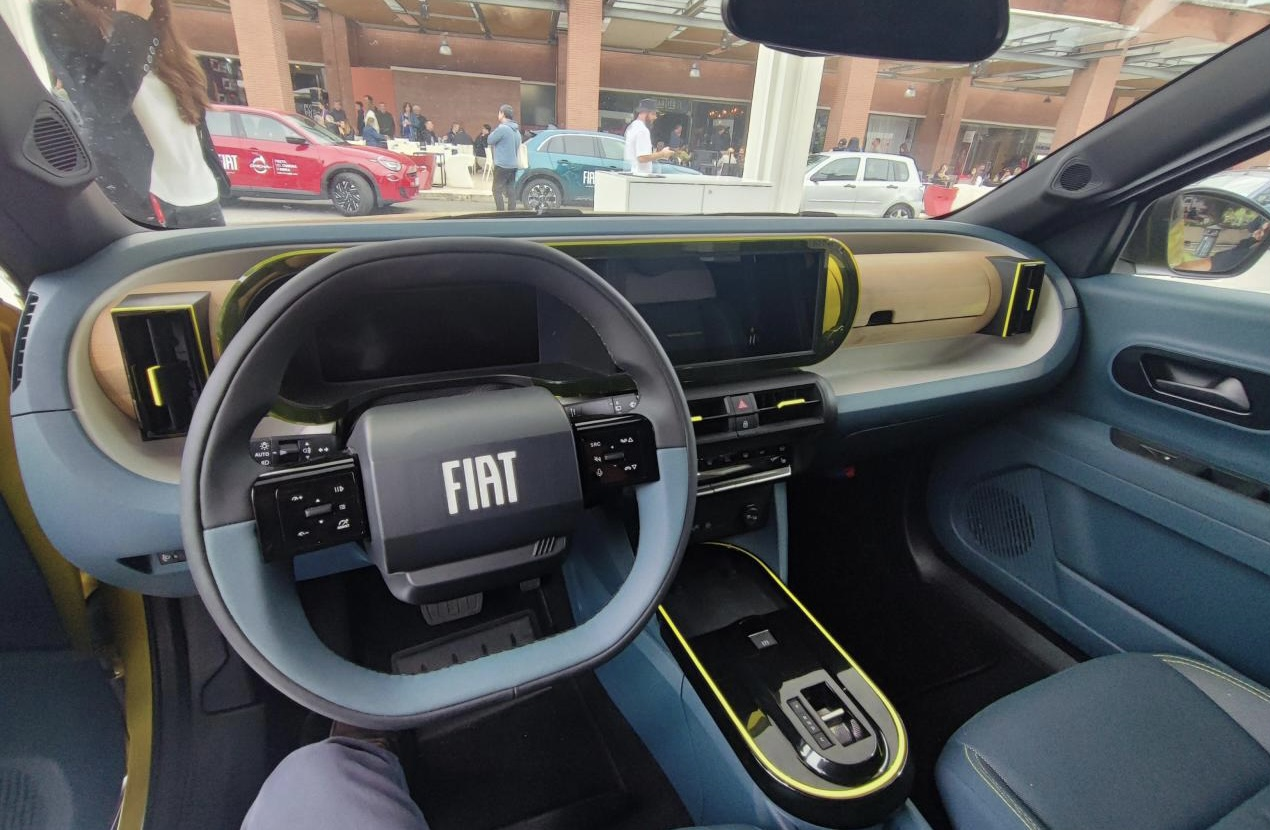

Grande Panda має ретро-футуристичний дизайн, спочатку представлений у Fiat Concept City Car у лютому 2024 року. 
Автомобіль базується на платформі Smart Car Platform, яка в майбутньому ляже в основу інших моделей Stellantis, розроблених для ринків, що розвиваються. Його описують як електричну та більш ефективну альтернативу іншим модульним архітектурам STLA з акцентом на моделях з електричним акумулятором .
Автомобіль оснащений літій-ферофосфатною (LFP) батареєю ємністю 44 кВт/год. Електродвигун потужністю 83 кВт (111 к.с.) дозволяє автомобілю розганятися до 100 км/год приблизно за 11 секунд. Цікаво, що новий Fiat Grande Panda будуть виробляти паралельно з актуальною Panda, яка протримається на конвеєрі як мінімум до 2027 року.  
Збирають Fiat Grande Panda у Сербії на колишній фабриці Застава.

## Двигуни
Бензинові Hybrid 48V
- 1.2 Turbo THP (EB2LTEDH2) І3 101/110 к.с.

Електричний
- e-136 113 к.с. + батарея 44 кВт

## Зовнішні посилання
- Пресреліз